# Heavy Metal (película)
Heavy Metal (en Hispanoamérica, Universo en Fantasía) es una película canadiense de animación para adultos de 1981 dirigida por Gerald Potterton y producida por Len Mogel e Ivan Reitman, quien también fue el editor de la revista Heavy Metal, que fue la base de la película. Se contó con las voces de Rodger Bumpass, John Candy, Joe Flaherty, Eugene Levy, Alice Play, Harold Ramis, Percy Rodriguez, Richard Romanus y John Vernon. El guion fue escrito por Daniel Goldberg y Len Blum.
La película es una antología de historias de ciencia ficción y fantasía adaptadas de la revista homónima e historias originales con el mismo espíritu. Al igual que la revista, la película presenta una gran cantidad de violencia gráfica, erotismo y desnudez. Su producción se aceleró al tener varias  casas de animación trabajando simultáneamente en diferentes segmentos.
Varios años después de su estreno, Heavy Metal logró un fuerte culto, principalmente a través de proyecciones de medianoche , proyecciones de televisión y lanzamientos de videos caseros.
Existe una segunda parte titulada Heavy Metal 2000, y luego una secuela de esta en forma de videojuego llamado Heavy Metal F.A.K.K.2.

## Argumento
La película mantiene una estructura antológica, al estar compuesta de diversas historias unidas por un nexo común: La pervivencia del mal encarnado en la forma de una esfera consciente de energía verde cristalizada llamada Loc Nar y su extensión por el universo.

### Aterrizaje suave
Un transbordador orbita la Tierra y desciende en medio de los campos norteamericanos. Mientras vuela, libera desde la sección de carga un Corvette, que es conducido a través de la carretera por un astronauta hasta su hogar donde se estaciona y baja portando un maletín con algo obtenido en el espacio.

### Grimaldi
Grimaldi, el astronauta de la sección anterior, entra en su casa donde lo espera su hija. El hombre abre el maletín y le muestra que en su interior hay una esfera cristalina de color verde, la cual casi de inmediato se activa y desintegra al hombre. Posteriormente acorrala a la niña y se presenta como una imparable fuerza que es "la suma de todos los males" que corrompe y destruye todo a lo largo del tiempo y la historia; para probar que esto es verdad, le permitirá a la niña vivir por esa noche mientras le narra historias de los lugares que ha visitado y las tragedias que ha ocasionado.

### Harry Canyon
En una Nueva York futurista, Harry es un taxista cínico y rudo que enfrenta a los ladrones que traten de asaltarlo desintegrándolos con un arma escondida instalada en el asiento del pasajero. Un día rescata a una muchacha que huye de un mafioso llamado Rudnick que asesinó a su padre, un arqueólogo, ya que descubrió una antigua esfera llamada Loc-Nar y ahora persigue a su hija para descubrir dónde esta el artefacto. Al día siguiente, tras dormir con la muchacha, Harry es interceptado por Rudnick, quien exige le entregue la esfera, por lo que tras hablar con la chica deciden venderla al mafioso y repartir el dinero. Acabada la transacción la esfera desintegra al mafioso a la vez que la muchacha traiciona a Harry e intenta asesinarlo para quedarse con todo el dinero; el taxista, sin perder la calma, la asesina con el desintegrador de su taxi, se queda con el dinero y continúa su día.

### Den
Un nerd adolescente enclenque y poco atractivo recoge un meteorito con forma de una esfera verde y tras usarlo en experimentos con electricidad es transportado a un mundo de espada y brujería donde su cuerpo se transforma en el de un poderoso guerrero musculoso que toma el nombre Den. Allí, rescata a una joven que sería sacrificada, quien explica que su nombre es Katherine y fue transportada de la Tierra de la misma forma que él. Posteriormente, un inmortal llamado Ard le encarga robar la Loc-Nar a la reina, cosa que logra tras muchas peripecias. Tras regresar, debe nuevamente rescatar a Katherine de un sacrificio llevado a cabo por Ard y, tras esto, aprovecha el enfrentamiento de este con la reina para repetir su experimento y exiliar a ambos fuera de ese mundo junto a la Loc-Nar. Tras derrotar a sus enemigos, parte junto a Katherine en un viaje por ese mundo, razonando que no hay razón para volver a la Tierra, donde es un perdedor, si puede vivir donde es un guerrero y un héroe.

### Capitán Sternn
En una estación espacial, el capitán Sternn es juzgado en la corte por múltiples crímenes que van desde traición hasta una multa de tránsito, Sternn se declara inocente, confiando en obtener la libertad ya que ha sobornado al testigo Hanover Fiste para que hable en su favor. Cuando Fiste se dirige a la corte, recoge una canica, que resulta ser la Loc-Nar, y juguetea con ella mientras presta declaración. En medio de los halagos a Sternn comienza a perder la compostura y a revelar más crímenes que este ha cometido; finalmente enloquece hasta transformarse en un monstruo sediento de sangre que persigue al capitán por toda la estación para matarlo, asesinando a quien se cruce en su camino. Finalmente, lo acorrala en una sección vacía de la estación, donde revelan que el plan era pagarle a Fiste para que usara su habilidad de transformación durante el juicio y así crear una distracción con la que pudiera escapar. La historia acaba cuando Sternn lo traiciona y se marcha tras explusar a Fiste al espacio después de acabar el trato.

### B-17
Durante la Segunda Guerra Mundial, un bombardero B-17 llamado La Perla del Pacífico se mantiene en vuelo durante un enfrentamiento aéreo que causa graves averías en la nave y acaba con toda la tripulación. Una vez acabado el combate, el copiloto va a la sección de cola para confirmar los daños y, mientras comprueba que no hay sobrevivientes, la Loc-Nar cae desde el cielo y se incrusta en la cola del avión, reanimando los cadáveres de los soldados muertos, que de inmediato lo asesinan. Mientras el avión se precipita, solo el piloto sobrevive, logrando saltar en paracaídas, sin saber que ha caído en una isla-cementerio de aviones repletos de cadáveres que comienzan a despertar como zombis gracias al poder de la esfera y lo rodean.

### Tan hermoso y tan peligroso
Un científico se reúne con la gente del Pentágono para explicar la causa de ciertas mutaciones misteriosas y desmentir que hay extraterrestres provocándolas. Sin embargo, en medio de su discurso nota que Gloria, la secretaria a cargo de las transcripciones, lleva la Loc-Nar engarzada a su collar y enloquece intentando violarla en ese mismo lugar. Al mismo tiempo una nave alienígena abduce al doctor y accidentalmente a Gloria; en el interior se encuentran dos alienígenas y un robot quienes reciben al doctor; este resulta ser un androide usado para cubrir sus rastros pero que sufrió averías y enloqueció. Tras esto, el robot de la nave seduce a Gloria y después de tener relaciones inician planes para casarse. Mientras, los alienígenas se drogan mientras pilotan la nave y acaban estrellándola en el hangar de su destino.
La Loc-Nar hace una pausa en su narración para advertir a la niña que la razón por la que necesita matarla es que hay poderes a los que incluso él teme. Además, aunque ella lo desconoce, en un futuro su existencia será un peligro para él y matarla prevendrá que esta amenaza se cumpla. Tras esto comienza a relatar la última historia, donde explicará cuál es este peligro y tras la cual planea asesinarla.

### Taarna
La Loc-Nar cae en un mundo lejano dentro de un volcán y desde allí expande su corrupción, transformando a una tribu nómada en mutantes sanguinarios. De inmediato, estos se dirigen a una pacífica ciudad y masacran a todos sus habitantes. Los más ancianos, antes de morir, invocan a los guerreros de Tarak, conocidos por su ferocidad y por la marca de nacimiento que todos llevan en sus cuerpos, quienes desde la antigüedad tiene una alianza con ellos, jurando protegerlos o vengarse de quien lastime a los habitantes de la ciudad. Taarna, una doncella de cabellos blancos y última Tarakiana viva, responde al llamado armándose con su espada y cabalgando sobre un pterodáctilo gigante, se dirige a la ciudad para encontrar sólo cadáveres. Tras rastrear y asesinar a varios mutantes, Taarna es capturada y torturada, pero logra escapar y asesinar al líder de los mutantes en un terrible duelo con la ayuda de su ave. Malherida y débil por las batallas monta su moribunda ave y ambas se dirigen al volcán para enfrentarse al verdadero enemigo y una vez sobre el cráter se inmolan, destruyendo con ello la Loc-nar.

### Epílogo
Mientras Taarna vence en la historia, en la casa la Loc-Nar sufre el mismo destino que en la historia, comenzando a colapsar y destruirse junto con el edificio. La niña escapa a tiempo antes que el lugar colapse y con las primeras luces del amanecer descubre que un gigantesco pterodáctilo similar al de Taarna la espera. Mientras ambas remontan el vuelo es posible ver que el cabello de la niña se ha vuelto blanco y en su cuello aparece la marca de Tarak al tiempo en que el narrador señala que: "El espíritu de Taarna se ha transferido a través del universo a una nueva protectora. El poder del mal está sellado durante otra generación. Y ha nacido una nueva tarakiana para que proteja a la siguiente".

## Neverwhere Land
Originalmente el film se componía de diez secciones y no nueve. Por cuestiones de tiempo se eliminó la historia llamada "Neverwhere Land" que en un comienzo estaba ubicada entre "Capitán Sternn" y "B-17". Esta historia mostraba el desarrollo de la vida en un mundo influenciado por la Loc-Nar desde el inicio de los tiempos, y cómo su poder se acentúa a medida que avanza la civilización y así, tras iniciar la era industrial, la violencia desemboca en una guerra mundial.
La historia es original de Cornelius Cole III y posteriormente fue incluida como material extra en las versiones VHS y DVD.

## Música
La música de la película fue lanzada por Epic Records en formato de LP doble en 1981, pero por razones legales no fue editada en CD hasta 1995. El álbum alcanzó el puesto número 12 en el Billboard 200 chart. Blue Öyster Cult escribió y grabó una canción llamada Vengeance (The Pact) para la película, pero los productores se negaron a utilizar el tema; mientras que Veteran of the Psychic Wars fue usado en su lugar. Aunque utilizadas en la película como música incidental, las canciones Through Being Cool de Devo y E5150 de Black Sabbath no fueron incluidas en el álbum, siendo elegidas Working in a Coal Mine (Devo) y The Mob Rules (Black Sabbath) respectivamente.
Las dificultades legales respecto a los derechos de algunas canciones de la película, retrasaron también su lanzamiento en video. El uso de algunas canciones se limitó únicamente a la versión teatral y de la banda sonora, pero no a versiones de video. No fue sino hasta 1996 que se produjo un lanzamiento oficial en VHS cuando Kevin Eastman, que había comprado los derechos de publicación de la revista Heavy Metal en 1992, y anteriormente había contribuido con la publicación, llegó a un acuerdo con los titulares de los derechos de autor.

### Lista de canciones
1. Heavy Metal (versión original) - Sammy Hagar - 3:50
2. Heartbeat - Riggs - 4:20
3. Working in a Coal Mine - Devo - 2:48
4. Veteran of the Psychic Wars - Blue Öyster Cult - 4:48
5. Reach Out - Cheap Trick - 3:35
6. Heavy Metal (Takin' a Ride) - Don Felder - 5:00
7. True Companion - Donald Fagen - 5:02
8. Crazy (A Suitable Case for Treatment) - Nazareth - 3:24
9. Radar Rider - Riggs - 2:40
10. Open Arms - Journey - 3:20
11. Queen Bee - Grand Funk Railroad - 3:11
12. I Must Be Dreamin' - Cheap Trick - 5:37
13. The Mob Rules (otra versión) - Black Sabbath - 2:43
14. All of You - Don Felder - 4:18
15. Prefabricated - Trust - 2:59
16. Blue Lamp - Stevie Nicks - 3:48

## Reparto
| Personaje                     | Actor Original       | Actor de Doblaje  | Actor de Doblaje |
| ----------------------------- | -------------------- | ----------------- | ---------------- |
| Loc-Nar                       | Percy Rodriguez      | Raúl de la Fuente | José Guardiola   |
| Grimaldi                      | Don Francks          | ¿?                | ¿?               |
| Niña                          | Caroline Semple      | ¿?                | ¿?               |
| Harry Canyon                  | Richard Romanus      | Héctor Reynoso    | ¿?               |
| La Chica Principal            | Susan Roman          | Yolanda Vidal     | ¿?               |
| Rudnick                       | Al Waxman            | Eduardo Borja     | ¿?               |
| Alienígena                    | Harvey Atkin         | ¿?                | ¿?               |
| Sargento de Escritorio        | John Candy           | Arturo Fernández  | ¿?               |
| Secuaz                        | Harvey Atkin         | ¿?                | ¿?               |
| Satélite                      | Susan Roman          | Yolanda Vidal     | ¿?               |
| Mujerzuela 1                  | Glenis Wootton Gross | ¿?                | ¿?               |
| Mujerzuela 2                  | Marilyn Lightstone   | ¿?                | ¿?               |
| Policía Federal               | ¿?                   | Alejandro Villeli | ¿?               |
| Den/David Ellis Norman        | John Candy           | Rafael Rivera     | ¿?               |
| Reina                         | Marilyn Lightstone   | ¿?                | ¿?               |
| Katherine Wells               | Jackie Burroughs     | ¿?                | ¿?               |
| Ard                           | Martin Lavut         | ¿?                | ¿?               |
| Norl                          | August Schellenberg  | Agustín Sauret    | ¿?               |
| Fiscal                        | John Vernon          | ¿?                | ¿?               |
| Capitán Lincoln F. Sternn     | Eugene Levy          | Carlos Magaña     | ¿?               |
| Charlie/Abogado               | Joe Flaherty         | ¿?                | ¿?               |
| Hanover Fiste                 | Rodger Bumpass       | ¿?                | ¿?               |
| Regolio                       | Douglas Kenney       | ¿?                | ¿?               |
| Skip/Piloto                   | George Touliatos     | ¿?                | ¿?               |
| Holden/Copiloto               | Don Francks          | ¿?                | ¿?               |
| Navegador                     | Zal Yanovsky         | ¿?                | ¿?               |
| Reportera Femenina            | Patty Dworkin        | ¿?                | ¿?               |
| Reportero Masculino           | Eugene Levy          | ¿?                | ¿?               |
| Senador                       | Warren Munson        | ¿?                | ¿?               |
| General                       | Joe Flaherty         | ¿?                | ¿?               |
| Dr. Anrak                     | Rodger Bumpass       | ¿?                | ¿?               |
| Gloria                        | Alice Playten        | ¿?                | ¿?               |
| Robot                         | John Candy           | ¿?                | ¿?               |
| Zeke                          | Harold Ramis         | ¿?                | ¿?               |
| Edsel                         | Eugene Levy          | ¿?                | ¿?               |
| Taarna                        | N/A                  | N/A               | N/A              |
| Líder Bárbaro                 | Vlasta Vrana         | Alejandro Villeli | ¿?               |
| Mayor                         | Mavor Moore          | ¿?                | ¿?               |
| Chico                         | Thor Bishopric       | ¿?                | ¿?               |
| Taarak                        | August Schellenberg  | ¿?                | ¿?               |
| Bárbaro 1                     | Don Francks          | ¿?                | ¿?               |
| Bárbaro 2                     | Zal Yanovsky         | ¿?                | ¿?               |
| Bárbaro 3                     | George Touliatos     | ¿?                | ¿?               |
| Bárbaro 4                     | Len Doncheff         | ¿?                | ¿?               |
| Cantinero                     | Cedric Smith         | ¿?                | ¿?               |
| Hombre del Consejo 1          | Joseph Golland       | Arturo Casanova   | ¿?               |
| Hombre del Consejo 2          | Charles Joliffe      | Arturo Casanova   | ¿?               |
| Hombre del Consejo 3          | Ned Conlon           | Arturo Casanova   | ¿?               |
| Narrador/Presentación Inicial | N/A                  | Álvaro Tarcicio   | N/A              |

## Premios y nominaciones
| Año  | Premio                | Categoría                                                        | Candidato                                                  | Resultado |
| ---- | --------------------- | ---------------------------------------------------------------- | ---------------------------------------------------------- | --------- |
| 1982 | Premios Saturn        | Mejor película de Ciencia ficción                                | Heavy Metal                                                | Nominado  |
| 1982 | Premios Genie         | Mejor logro en edición de sonido                                 | Peter Thillaye Andy Malcolm Peter Jermyn                   | Ganador   |
| 1982 | Premios Genie         | Mejor logro en sonido general                                    | Daniel Goldberg Gord Thompson Austin Grimaldi Joe Grimaldi | Ganador   |
| 1982 | Premios Genie         | Carrete de oro                                                   | Iván Reitman                                               | Ganador   |
| 1983 | Festival de Cine SESC | Premio del Público a Mejor Película Extranjera                   | Gerald Potterton                                           | Ganador   |
| 2008 | Premios IFMCA         | Mejor nuevo lanzamiento relanzamiento de una partitura existente | Elmer Bernstein Lukas Kendall                              | Nominado  |